# بازگشت دکتر فو مانچو
بازگشت دکتر فو مانچو (انگلیسی: The Return of Dr. Fu Manchu) فیلمی در ژانر معمایی به کارگردانی رولند وی. لی محصول سال ۱۹۳۰ کشور ایالات متحده آمریکا است.